# جایزه بزرگ اسپانیا ۲۰۲۲
جایزه بزرگ اسپانیا ۲۰۲۲ (که به‌طور رسمی با نام فرمول ۱ پیرلی جایزه بزرگ اسپانیا ۲۰۲۲ شناخته می‌شود) یک مسابقه اتومبیل‌رانی فرمول یک است که در تاریخ ۲۲ مه ۲۰۲۲ در پیست بارسلون-کاتالونیا در منتملو، اسپانیا برگزار می‌شود. این مسابقه شصت و دومین دوره جایزه بزرگ اسپانیا و ششمین دور از مسابقات فرمول یک فصل ۲۰۲۲ است.

## زمینه

### جدول رده‌بندی قهرمانی قبل از مسابقه
شارل لکلرک پس از دور پنجم در میامی، با ۱۰۴ امتیاز و ۱۹ امتیاز بالاتر از ماکس فرستاپن در رتبه دوم و سرجیو پرز با ۶۶ امتیاز 
در رتبه سوم، صدرنشین جدول قهرمانی رانندگان است. در جدول قهرمانی سازندگان، فراری با ۱۵۷ امتیاز صدرنشین است. ردبول ریسینگ با ۱۵۱ امتیاز و مرسدس با ۹۵ امتیاز در رده دوم و سوم قرار دارند.

### شرکت کنندگان
رانندگان و تیم‌ها همان لیست ورود به فصل هستند و هیچ راننده دیگری برای مسابقه حضور ندارد. نیک د وریس به جای الکساندر آلبون برای ویلیامز و یوری ویپس برای ردبول ریسینگ به جای سرجیو پرز در تمرین اول رانندگی کردند و اولین تمرین فرمول یک خود را انجام دادند. رابرت کوبیکا در همان جلسه تمرین برای آلفارومئو به جای گوانیو ژو شرکت کرد.

### انتخاب تایر
تأمین کننده تایر پیرلی ترکیبات سی۱، سی۲ و سی۳ (به ترتیب سخت، متوسط و نرم) را برای استفاده تیم‌ها در مسابقه اختصاص داده‌است.

## تمرین
قرار است سه جلسه تمرینی برای این جایزه بزرگ برگزار شود که هر جلسه یک ساعت طول می‌کشد. اولین و دومین جلسه تمرین روز جمعه ۲۰ مه در ساعت ۱۴:۰۰ و ۱۷:۰۰ به وقت محلی (یوتی‌سی ۲:۰۰+) و سومین جلسه تمرین شنبه ۲۱ مه ساعت ۱۳:۰۰ به وقت محلی برگزار می‌شود.

## تعیین خط
تعیین خط ساعت ۱۶:۰۰ به وقت محلی در تاریخ ۲۱ مه برگزار می‌شود.

### رده‌بندی تعیین خط
| جایگاه              | راننده         | شماره | تیم                   | زمان‌ها    | زمان‌ها    | زمان‌ها    | نوبت نهایی |
| جایگاه              | راننده         | شماره | تیم                   | مرحله اول | مرحله دوم | مرحله سوم | نوبت نهایی |
| ------------------- | -------------- | ----- | --------------------- | --------- | --------- | --------- | ---------- |
| ۱                   | شارل لکلرک     | ۱۶    | فراری                 | ۱:۱۹٫۸۶۱  | ۱:۱۹٫۹۶۹  | ۱:۱۸٫۷۵۰  | ۱          |
| ۲                   | ماکس فرستاپن   | ۱     | ردبول ریسینگ-آربی‌پی‌تی | ۱:۲۰٫۰۹۱  | ۱:۱۹٫۲۱۹  | ۱:۱۹٫۰۷۳  | ۲          |
| ۳                   | کارلوس ساینز   | ۵۵    | فراری                 | ۱:۱۹٫۸۹۲  | ۱:۱۹٫۴۵۳  | ۱:۱۹٫۱۶۶  | ۳          |
| ۴                   | جورج راسل      | ۶۳    | مرسدس                 | ۱:۲۰٫۲۱۸  | ۱:۱۹٫۴۷۰  | ۱:۱۹٫۳۹۳  | ۴          |
| ۵                   | سرجیو پرز      | ۱۱    | ردبول ریسینگ-آربی‌پی‌تی | ۱:۲۰٫۴۴۷  | ۱:۱۹٫۸۳۰  | ۱:۱۹٫۴۲۰  | ۵          |
| ۶                   | لوییس همیلتون  | ۴۴    | مرسدس                 | ۱:۲۰٫۲۵۲  | ۱:۱۹٫۷۹۴  | ۱:۱۹٫۵۱۲  | ۶          |
| ۷                   | والتری بوتاس   | ۷۷    | آلفارومئو-فراری       | ۱:۲۰٫۳۵۵  | ۱:۲۰٫۰۵۳  | ۱:۱۹٫۶۰۸  | ۷          |
| ۸                   | کوین مگنوسن    | ۲۰    | هاس-فراری             | ۱:۲۰٫۲۲۷  | ۱:۱۹٫۸۱۰  | ۱:۱۹٫۶۸۲  | ۸          |
| ۹                   | دنیل ریکیاردو  | ۳     | مک‌لارن-مرسدس          | ۱:۲۰٫۵۴۹  | ۱:۲۰٫۲۸۷  | ۱:۲۰٫۲۹۷  | ۹          |
| ۱۰                  | میک شوماخر     | ۴۷    | هاس-فراری             | ۱:۲۰٫۶۸۳  | ۱:۲۰٫۴۳۶  | ۱:۲۰٫۳۶۸  | ۱۰         |
| ۱۱                  | لاندو نوریس    | ۴     | مک‌لارن-مرسدس          | ۱:۲۰٫۸۳۸  | ۱:۲۰٫۴۷۱  | —         | ۱۱         |
| ۱۲                  | استابان اوکون  | ۳۱    | آلپاین-رنو            | ۱:۲۰٫۸۸۰  | ۱:۲۰٫۶۳۸  | —         | ۱۲         |
| ۱۳                  | یوکی سونودا    | ۲۲    | آلفاتاوری-آربی‌پی‌تی    | ۱:۲۰٫۷۰۷  | ۱:۲۰٫۶۳۹  | —         | ۱۳         |
| ۱۴                  | پیر گاسلی      | ۱۰    | آلفاتاوری-آربی‌پی‌تی    | ۱:۲۰٫۷۱۹  | ۱:۲۰٫۸۶۱  | —         | ۱۴         |
| ۱۵                  | گوانیو ژو      | ۲۴    | آلفارومئو-فراری       | ۱:۲۰٫۴۷۶  | ۱:۲۱٫۰۹۴  | —         | ۱۵         |
| ۱۶                  | سباستین فتل    | ۵     | استون مارتین-مرسدس    | ۱:۲۰٫۹۵۴  | —         | —         | ۱۶         |
| ۱۷                  | فرناندو آلونسو | ۱۴    | آلپاین-رنو            | ۱:۲۱٫۰۴۳  | —         | —         | ۲۰۱        |
| ۱۸                  | لانس استرول    | ۱۸    | استون مارتین-مرسدس    | ۱:۲۱٫۴۱۸  | —         | —         | ۱۷         |
| ۱۹                  | الکساندر آلبون | ۲۳    | ویلیامز-مرسدس         | ۱:۲۱٫۶۴۵  | —         | —         | ۱۸         |
| ۲۰                  | نیکلاس لطیفی   | ۶     | ویلیامز-مرسدس         | ۱:۲۱٫۹۱۵  | —         | —         | ۱۹         |
| زمان ۱۰۷٪: ۱:۲۵٫۴۵۱ |                |       |                       |           |           |           |            |
| منابع:              |                |       |                       |           |           |           |            |

یادداشت‌ها
- ^ ۱ – فرناندو آلونسو موظف است به دلیل فراتر رفتن از سهمیه تعویض پیشرانه و اجرای آن، مسابقه را از رده آخر شروع کند.[۹]

## مسابقه
این مسابقه ساعت ۱۵:۰۰ به وقت محلی، در تاریخ ۲۲ مه طی ۶۶ دور برگزار می‌شود.

### رده‌بندی مسابقه
| جایگاه                                                              | شماره | راننده         | سازنده                | دور | زمان        | امتیاز |
| ------------------------------------------------------------------- | ----- | -------------- | --------------------- | --- | ----------- | ------ |
| ۱                                                                   | ۱     | ماکس فرستاپن   | ردبول ریسینگ-آربی‌پی‌تی | ۶۶  | ۱:۳۷:۲۰٫۴۷۵ | ۲۵     |
| ۲                                                                   | ۱۱    | سرجیو پرز      | ردبول ریسینگ-آربی‌پی‌تی | ۶۶  | ۱۳٫۰۷۳+     | ۱۹۱    |
| ۳                                                                   | ۶۳    | جورج راسل      | مرسدس                 | ۶۶  | ۳۲٫۹۲۷+     | ۱۵     |
| ۴                                                                   | ۵۵    | کارلوس ساینز   | فراری                 | ۶۶  | ۴۵٫۲۰۸+     | ۱۲     |
| ۵                                                                   | ۴۴    | لوییس همیلتون  | مرسدس                 | ۶۶  | ۵۴٫۵۳۵+     | ۱۰     |
| ۶                                                                   | ۷۷    | والتری بوتاس   | آلفارومئو-فراری       | ۶۶  | ۵۹٫۹۷۶+     | ۸      |
| ۷                                                                   | ۳۱    | استابان اوکون  | آلپاین-رنو            | ۶۶  | ۱:۱۵٫۳۹۷+   | ۶      |
| ۸                                                                   | ۴     | لاندو نوریس    | مک‌لارن-مرسدس          | ۶۶  | ۱:۲۳٫۲۳۵+   | ۴      |
| ۹                                                                   | ۱۴    | فرناندو آلونسو | آلپاین-رنو            | ۶۵  | +۱ دور      | ۲      |
| ۱۰                                                                  | ۲۲    | یوکی سونودا    | آلفاتاوری-آربی‌پی‌تی    | ۶۵  | +۱ دور      | ۱      |
| ۱۱                                                                  | ۵     | سباستین فتل    | استون مارتین-مرسدس    | ۶۵  | +۱ دور      |        |
| ۱۲                                                                  | ۳     | دنیل ریکیاردو  | مک‌لارن-مرسدس          | ۶۵  | +۱ دور      |        |
| ۱۳                                                                  | ۱۰    | پیر گسلی       | آلفاتاوری-آربی‌پی‌تی    | ۶۵  | +۱ دور      |        |
| ۱۴                                                                  | ۴۷    | میک شوماخر     | هاس-فراری             | ۶۵  | +۱ دور      |        |
| ۱۵                                                                  | ۱۸    | لانس استرول    | استون مارتین-مرسدس    | ۶۵  | +۱ دور      |        |
| ۱۶                                                                  | ۶     | نیکلاس لطیفی   | ویلیامز-مرسدس         | ۶۴  | +۲ دور      |        |
| ۱۷                                                                  | ۲۰    | کوین مگنوسن    | هاس-فراری             | ۶۴  | +۲ دور      |        |
| ۱۸                                                                  | ۲۳    | الکساندر آلبون | ویلیامز-مرسدس         | ۶۴  | +۲ دور۲     |        |
| ب.                                                                  | ۲۴    | گوانیو ژو      | آلفارومئو-فراری       | ۲۸  | پیشرانه     |        |
| ب.                                                                  | ۱۶    | شارل لکلرک     | فراری                 | ۲۷  | پیشرانه     |        |
| سریع‌ترین دور: سرجیو پرز (ردبول ریسینگ-آربی‌پی‌تی) - ۱:۲۴٫۱۰۸ (دور ۵۵) |       |                |                       |     |             |        |
| منابع:                                                              |       |                |                       |     |             |        |

یادداشت‌ها
- ^ ۱ – یک امتیاز برای سریع‌ترین دور.[۱۱]
- ^ ۲ – الکساندر آلبون به دلیل چند بار خروج از پیست، پنج ثانیه جریمه دریافت کرد. جایگاه نهایی او تحت تأثیر جریمه قرار نگرفت.[۱۰]

## رده‌بندی قهرمانی پس از مسابقه
جدول رده‌بندی قهرمانی رانندگان
| ت. ج  | جایگاه | راننده       | امتیازات |
| ----- | ------ | ------------ | -------- |
| ۱     | ۱      | ماکس فرستاپن | ۱۱۰      |
| ۱     | ۲      | شارل لکلرک   | ۱۰۴      |
|       | ۳      | سرجیو پرز    | ۸۵       |
|       | ۴      | جورج راسل    | ۷۴       |
|       | ۵      | کارلوس ساینز | ۶۵       |
| منبع: |        |              |          |

جدول رده‌بندی قهرمانی سازندگان
| ت. ج  | جایگاه | سازنده                | امتیازات |
| ----- | ------ | --------------------- | -------- |
| ۱     | ۱      | ردبول ریسینگ-آربی‌پی‌تی | ۱۹۵      |
| ۱     | ۳      | فراری                 | ۱۶۹      |
|       | ۲      | مرسدس                 | ۱۲۰      |
|       | ۴      | مک‌لارن-مرسدس          | ۵۰       |
|       | ۵      | آلفارومئو-فراری       | ۳۹       |
| منبع: |        |                       |          |

- یادداشت: فقط پنج رده برتر برای هر دو مجموعه رده‌بندی قرار داده شده است.